# فيضة الهيشريات
فيضة الهيشريات هي فيضة في ناحية بصية بقضاء السلمان بمحافظة المثنى بالبادية العراقية جنوب العراق، في منتصف طريق السلمان بصية، مساحتها 9 كيلومترات و66 متراً مربعاً. ويبدأ السالك طريق السلمان بصية بمدينة السلمان غرباً فيمضي شرقاً إلى شاوية ثم إلى القليب ثم تلّ الرفاعي وفيضته ثم إلى الهيشريات ثم شعيب الميل ثم الصبيحية ثم شعيب الغانمي ثم الركراك ثم وادي السدير ثم بصية.